# 与布土村
与布土村（よふどむら）は、兵庫県朝来郡にあった村。現在の朝来市山東町の南西部にあたる。

## 地理
- 山岳：青倉山、粟鹿山
- 河川：与布土川、粟鹿川、三保川

## 歴史
- 1889年（明治22年）4月1日 - 町村制の施行により、柊木村・森村・喜多垣村・迫間村・与布土村・越田村・三保村・柿坪村・溝黒村の区域をもって発足。
- 1954年（昭和29年）3月31日 - 梁瀬町・粟鹿村と合併して山東町が発足。同日与布土村廃止。

## その他
村域は朝来市立与布土小学校の校区とほぼ重なる。なお、与布土小学校は2011年（平成23年）3月をもって近隣の2つの小学校と共に統合され、現在は廃校となっている。